# Змийска яма
Змийската яма е форма за изпълнение на смъртното наказание. Осъденият на смърт се хвърля в яма с отровни змии, които трябва да го доведат до бърза или мъчителна смърт. Също така това е един от методите на мъчения в стаята за изтезания.
Осъденият или затворникът е вързан и бавно се спуска в ямата на въже, като често този способ се използва като метод за мъчение. Освен през Средновековието, по време на Втората световна война, японските милитаристи са измъчвали по този начин затворници по време на сраженията в Южна Азия.
Смъртта е ужасна, особено за бременни или родилки, които били нахапвани от змиите по голите им гърди. Също така е било много разпространено отровната змия да се държи срещу лицето на жените при мъчения. Но като цяло, смъртоносни отровни змии рядко са били използвани по време на мъчения, тъй като съществуващия риск от загуба на пленниците е висок, без да могат да им се изтръгнат признания.
Сюжетът на смърт в яма със змии е известен и в сагите на древногерманския фолклор. По този начин, Еда разказва как крал Гунар е бил хвърлен в змийска яма по заповед на предводителя на хуните Атила. Известно е, че прабългарите са наказвали по този начин предателите. 
Този тип наказание продължава да се изпълнява и през следващите векове. Един от най-известните случаи на смърт в змийска яма е на датския крал Рагнар Лодброк. През 865 г. по време на рейд на датски викинги в англосаксонското кралство Нортумбрия, крал Рагнар бил заловен и по нареждане на крал Ела II бил хвърлен в яма с отровни змии, умирайки в мъчителна смърт. 
Това събитие е често срещано във фолклора на Скандинавия и Великобритания. Сюжетът със смъртта на Рагнар в змийска яма е едно от централните събития на двете исландски легенди: "Сага за кожените панталони на Рагнар (и синовете му)"  и „Предание за синовете на Рагнар“. 
През 1993 г. излиза и роман с подобен сюжет в съавторство на известния автори на научна фантастика Хари Харисън и Том Шипи „Чук и Кръст“, която разказва за същото събитие в съвременна художествена форма.
Змийската яма е изключително популярен сюжет за мъчения и смърт в изкуството. Познат е от Божествена комедия на Данте, както и от филма „Похитителите на изчезналия кивот“, излязъл през 1981 г. Във филма Индиана Джоунс (Харисън Форд) папада в змийска яма в един египетски храм, което обаче не се основава на исторически доказателства и е фикция.